# Oorlogje (kinderspel)
Oorlogje is een kinderspel waarin een oorlog of guerrilla wordt gespeeld. Voor het spel zijn veel kinderen nodig en een onoverzichtelijk terrein, zoals een stuk bos, een grote verwilderde tuin, of een verwaarloosd stuk (bouw)grond.